# Strażnica WOP Łupków
Strażnica Wojsk Ochrony Pogranicza Łupków – zlikwidowany podstawowy pododdział graniczny Wojsk Ochrony Pogranicza pełniący służbę graniczną na granicy polsko-czechosłowackiej.

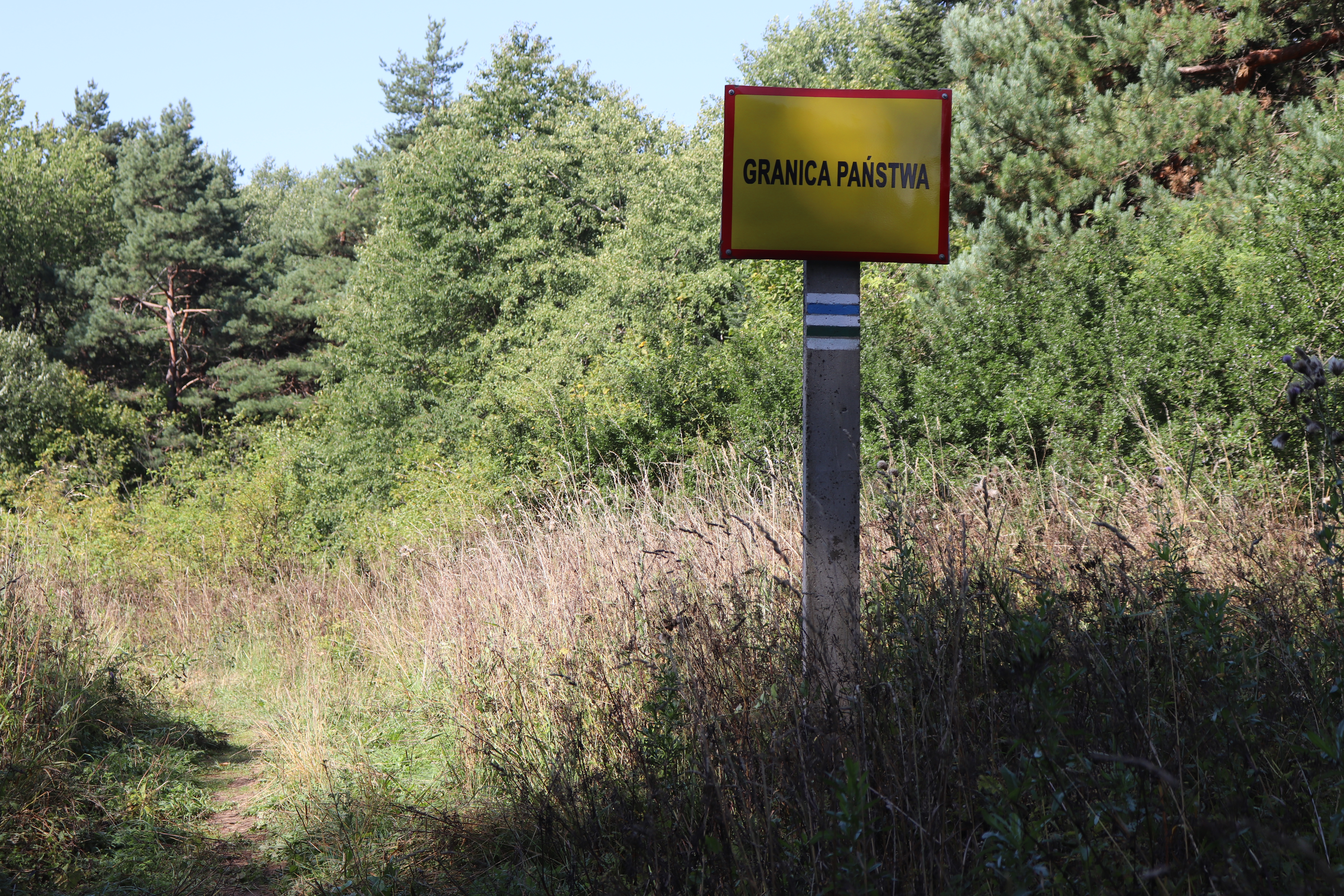
Granica polsko-słowacka, tablica informacyjna GRANICA PAŃSTWA, rej. Stary Łupków – Przełęcz Łupkowska (sierpień 2022)

Strażnica Straży Granicznej w Łupkowie – zlikwidowana graniczna jednostka organizacyjna polskiej straży granicznej realizująca zadania bezpośrednio w ochronie granicy państwowej z Republiką Słowacką.

## Formowanie i zmiany organizacyjne
Strażnica została sformowana w 1945 w strukturze 38 komendy odcinka Komańcza jako 172 strażnica WOP (Łupków) o stanie 56 żołnierzy. Kierownictwo strażnicy stanowili: komendant strażnicy, zastępca komendanta do spraw polityczno-wychowawczych i zastępca do spraw zwiadu. Strażnica składała się z dwóch drużyn strzeleckich, drużyny fizylierów, drużyny łączności i gospodarczej. Etat przewidywał także instruktora do tresury psów służbowych oraz instruktora sanitarnego.
W marcu 1947 sformowano Krośnieńską Komendę WOP w Krośnie w skład której została włączona Strażnica WOP Łupków.
W związku z reorganizacją oddziałów WOP, 24 kwietnia 1948 172 strażnica OP Łupków została włączona w struktury 41 samodzielnego batalionu Ochrony Pogranicza w Krośnie, a w 1950 1 Brygady WOP w Krośnie.
W 1952, w związku z rozformowaniem 1 Brygady WOP w Krośnie, odcinek i pododdziały przejęła 26 Brygada WOP w Przemyślu, na bazie rozformowanego 35 batalionu OP sformowano 264 batalion WOP w Baligrodzie, i włączono w jego struktury też strażnicę w Łupkowie, która miała numer 172 w skali kraju.
Od 15 marca 1954 wprowadzono nową numerację strażnic, a strażnica WOP Łupków III kategorii otrzymała nr 172 w skali kraju, w strukturach 264 batalionu WOP. W 1957, w 3 Brygadzie WOP w Nowym Sączu przeformowano 18 strażnic WOP w placówki WOP, w tym strażnicę WOP w Łupkowie. 1 stycznia 1960 była jako 31 placówka WOP Łupków kategorii II w strukturach 264 batalionu WOP w Sanoku 3 Brygady WOP w Nowym Sączu. 1 stycznia 1964 była jako 25 placówka WOP Komańcza kategorii II w strukturach 264 batalionu WOP w Sanoku.
1 września 1989 strażnica WOP Łupków lądowa została przekazana z Bieszczadzkiej Brygady WOP i włączona w struktury batalionu granicznego Karpackiej Brygady WOP w Sanoku Karpackiej Brygady WOP w Nowym Sączu i tak funkcjonowała do 15 maja 1991.
Straż Graniczna:
Po rozwiązaniu Wojsk Ochrony Pogranicza, 16 maja 1991 strażnica w Łupkowie weszła w podporządkowanie Bieszczadzkiego Oddziału Straży Granicznej w Przemyślu i przyjęła nazwę strażnica Straży Granicznej w Łupkowie.
W wyniku zmian organizacyjnych w Bieszczadzkim Oddziale Straży Granicznej, 11 grudnia 2003 strażnica SG w Łupkowie została przemianowana na Graniczna Placówka Kontrolna Straży Granicznej w Łupkowie.

## Ochrona granicy
W 1963 rozformowano placówkę WOP Wola Michowa kategorii II, a jej odcinek przekazano placówkom WOP Łupków i Roztoki. 
W 1976, po uruchomieniu kursów pociągów towarowych na linii kolejowej nr 107 Łupków–Palota (po 1981, kiedy to ruch na tej trasie znów wstrzymano), załoga strażnicy wykonywała kontrolę graniczną osób, towarów i pociągów bezpośrednio w przejściu granicznym:
- Łupków-Palota (kolejowe).

W ochronie granicy dowódcy strażnicy ściśle współpracowali ze swoimi odpowiednikami tj. naczelnikami placówek OSH (Ochrana Statnich Hranic) CSRS.
Straż Graniczna:

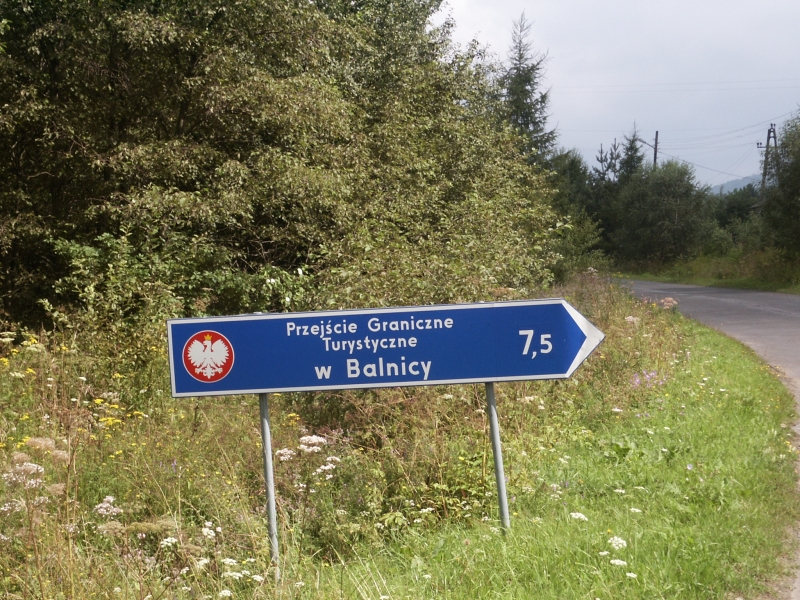
Granica polsko-słowacka, drogowskaz w Maniowie do przejścia granicznego w Balnicy (marzec 2006)

Funkcjonariusze strażnicy wykonywali kontrolę graniczną osób, towarów i środków transportu w przejściach granicznych:
- Łupków-Palota (kolejowe) (od 1996)
- Balnica-Osadné[15] (turystyczne) od 1.07.1999.

### Działania zbrojne
25 marca 1946 oddziały UPA zaatakowały strażnicę i posterunek straży kolejowej w Łupkowie; atak odparto, lecz wojska wraz z ludnością narodowości polskiej, wobec braku możliwości dalszej obrony, przeszły na stronę słowacką.

## Zasięg terytorialny
W 1960 roku 31 placówka WOP Łupków II kategorii ochraniała odcinek granicy państwowej z Czechosłowacją o długości 16000 m od znaku granicznego nr I/73,  do znaku granicznego nr I/100.
Straż Graniczna:

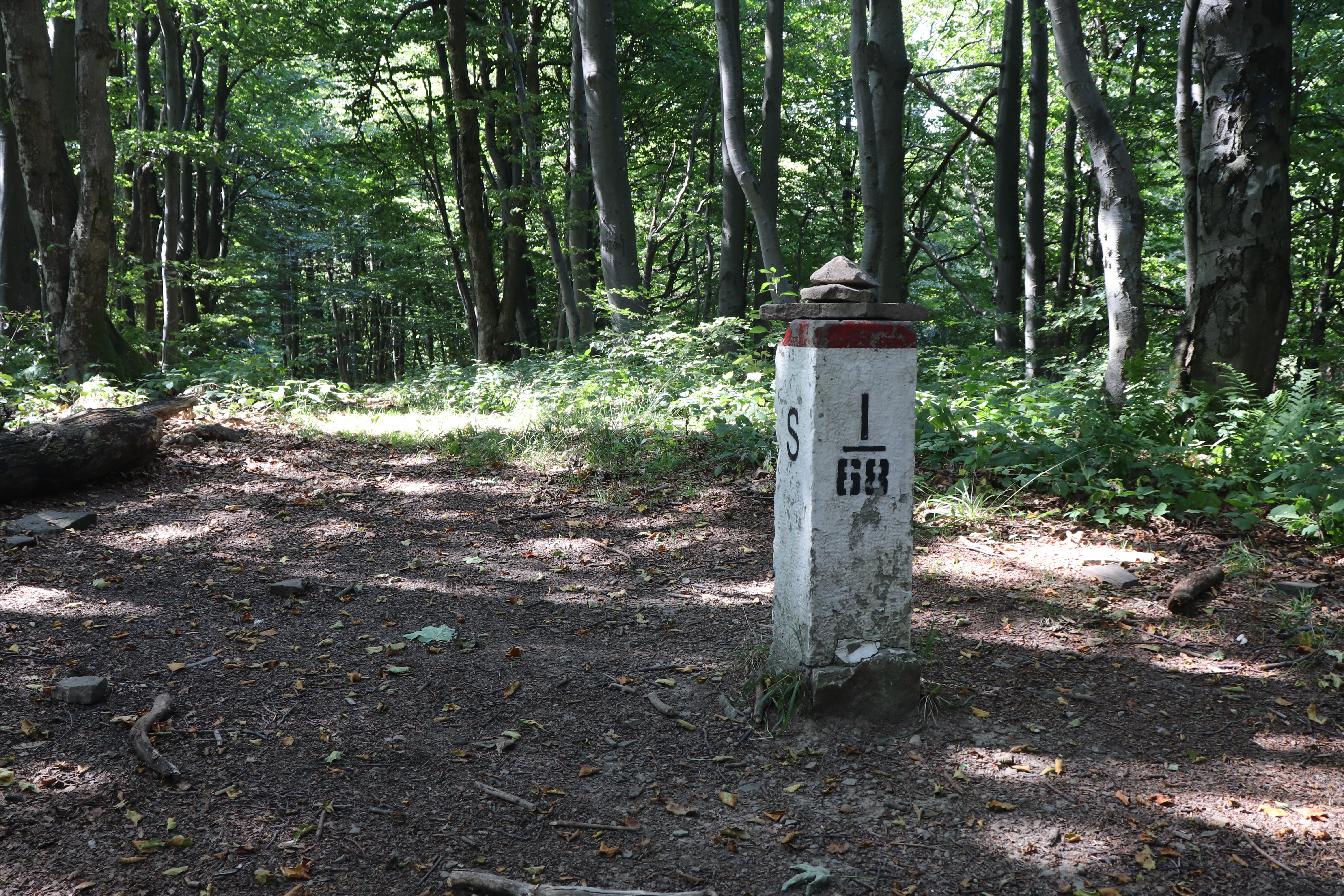
Granica polsko-słowacka, znak gran. nr I/68 (sierpień 2022)

Z chwilą utworzenia Bieszczadzkiego Oddziału Straży Granicznej 16 maja 1991 strażnica SG w Łupkowie ochraniała odcinek granicy państwowej z Czechosłowacją od znaku granicznego nr I/51  do znaku gran. nr I/97.
- Linia rozgraniczenia ze:

1. strażnicą SG w Cisnej: znak gran. nr I/51, dalej granicą gmin Cisna i Baligród oraz Komańcza do góry Chryszczata.
2. strażnicą SG w Komańczy: znak graniczny nr I/97, wyłącznie Duszatyn, punkt triangulacyjny 829,9, dalej granicą gmin Zagórz oraz Komańcza.

## Strażnice sąsiednie
- 171 strażnica WOP Bolnica ⇔ 173 strażnica WOP Radoszyce – 1946
- 171 strażnica OP Wola Michowa ⇔ 173 strażnica OP Radoszyce – 1949
- 171 strażnica WOP Wola Michowa kat. IV ⇔ 173 strażnica WOP Radoszyce kat. II – 15.03.1954
- 32 placówka WOP Wola Michowa kat. II ⇔ 30 placówka WOP Radoszyce kat. II – 1.01.1960
- 26 placówka WOP Roztoki kat. II ⇔ 24 placówka WOP Komańcza kat. II – 1.01.1964
- strażnica WOP Cisna Lądowa ⇔ strażnica WOP Komańcza Lądowa – 1990[11]

Straż Graniczna:
- strażnica SG w Cisnej ⇔ strażnica SG w Jaśliskach – 16.05.1991[18].

## Komendanci/dowódcy strażnicy
- por. Piotr Dudycz (był w 1945)[19]
- por. Tadeusz Kraszewski (1.05.1960[e]–22.05.1962)[20]
- Andrzej Kamiński p.o. (21.12.1976[f]–1.01.1978[g])[21]
- kpt. Adam Kawałek (1983–1989)
- kpt. Jerzy Kukla[22]

Komendanci strażnicy SG:
- ppor. SG Bogdan Pilecki (od 16.05.1991)[23].